# Binioù

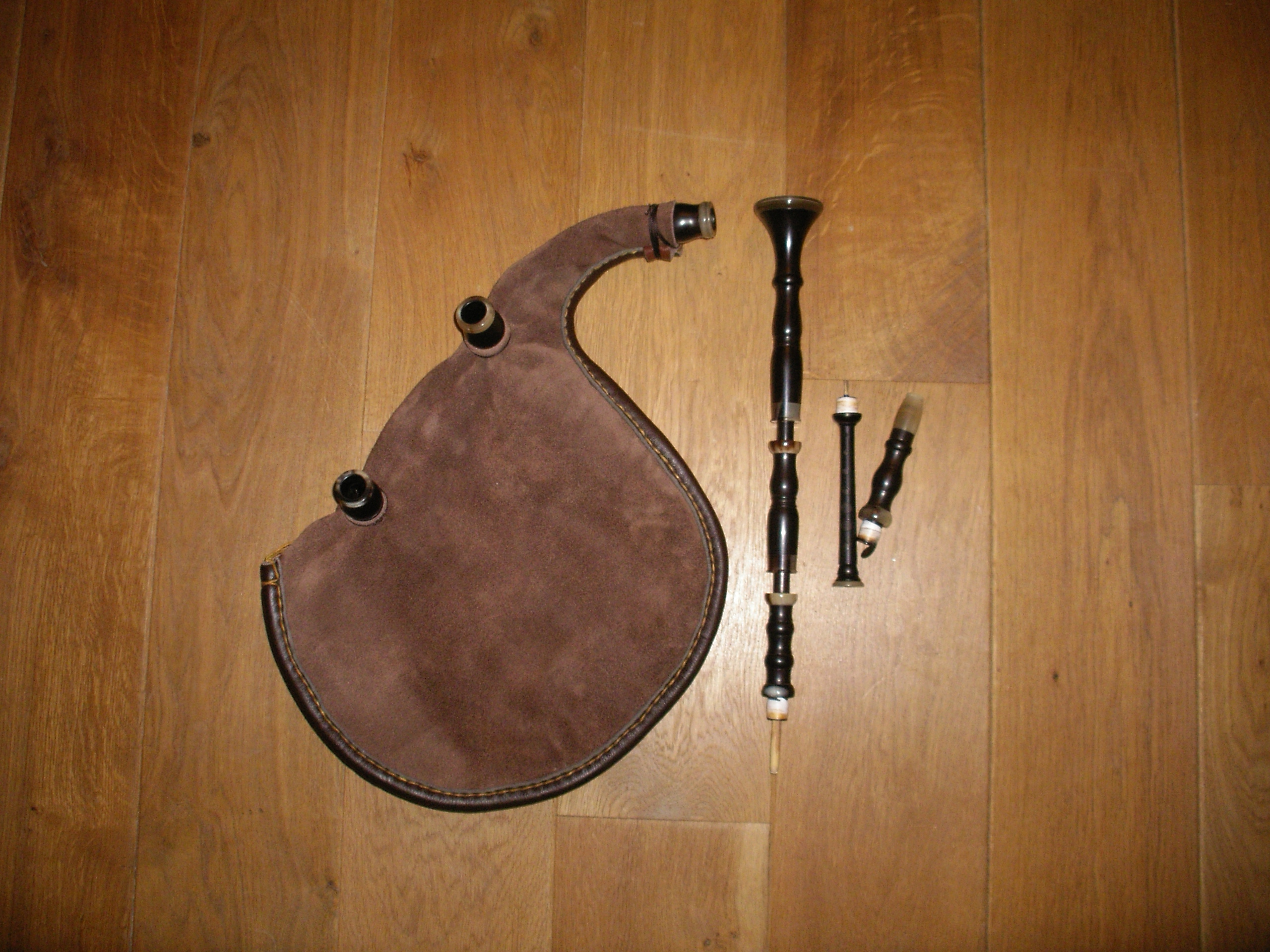
Binioù kozh desmontado.

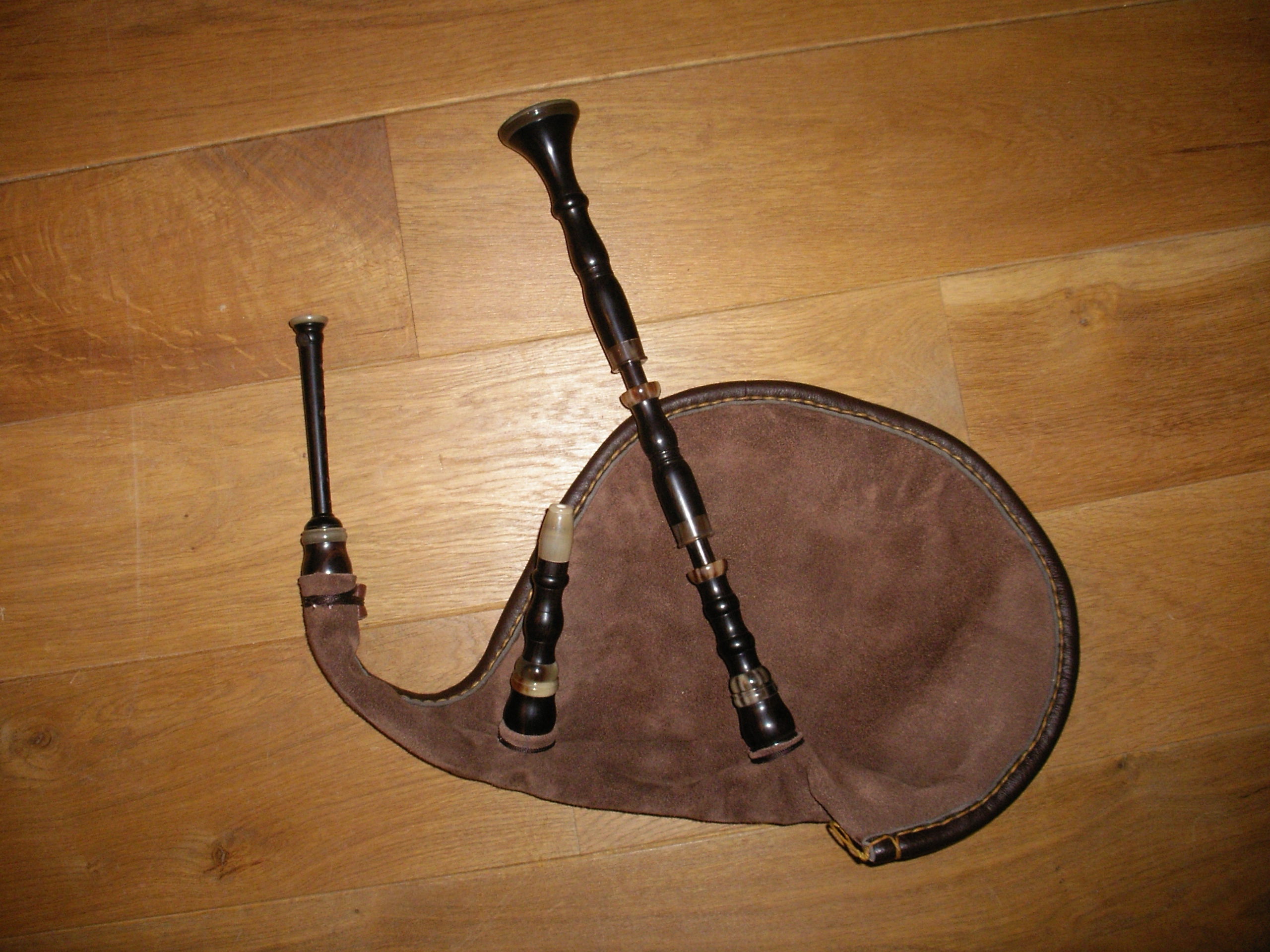
Binioù kozh montado.

Binioù significa gaita en la lengua bretona. Hay dos clases de binioù en Bretaña: el binioù kozh (‘kozh’ significa ‘antiguo’ en bretón) y el binioù bras (‘bras’ significa ‘grande’), a veces también llamado pib-veur.
El binioù bras es muy parecido a la gaita escocesa; los juegos son fabricados por fabricantes bretones o importados mayormente de Escocia u de otros lugares.
El binioù kozh tiene una tesitura de una octava, y es muy agudo; su nota más baja es el mismo tono que la más alta en la gaita escocesa. Tiene un solo bordón, dos octavas por debajo de la tónica. Tradicionalmente se toca a dúo con la bombarda, una dulzaina que suena una octava debajo del binioù, para el baile popular bretón. El binioù bras se escucha como la parte de un bagad.
Existe la tradición entre los bretones de que el binioù proviene de KernVeur (Cornualles en bretón). Pero dado que las tradiciones del país han muerto (así como la lengua, el córnico), lo mismo parece haber sucedido con el binioù.